# Leaena (hetär)
Leaena, död 514 f.Kr., var en grekisk hetär under antiken.  
Hon ska ha varit en vän och möjligen älskarinna till det manliga kärleksparet Harmodius och Aristogeiton, som år 514 f.Kr. mördade den atenske tyrannen Hipparchus, och skar av sig sin egen tunga hellre än förråda dem, då hon förhördes under en tortyr som ledde till hennes död. Sedan Atens siste tyrann störtades, lät atenarna uppsätta en staty av en lejoninna utan tunga på Akropolis till hennes ära. 
Det är okänt om hon är en verklig person, eller om hon är en rent uppdiktad person i en legend som uppkom långt senare. 